# Troy Kotsur
Troy Michael Kotsur (Mesa (Arizona), 24 juli 1968) is een Amerikaanse acteur, bekend van zijn rollen in de televisieserie Sue Thomas: F.B.Eye en de film CODA.

## Levensloop
Kotsur, die doof is, werd geboren in Mesa en groeide op in Phoenix. Hij ging naar de Phoenix Day School for the Deaf voordat hij afstudeerde aan de Westwood High School. Van 1987 tot 1989 studeerde hij aan de Gallaudet University, waar hij theater, televisie en film studeerde.
Zijn eerste toneelstuk waarin hij speelde was Susan Zeders In a Room Somewhere, geregisseerd door Victor Brown in 1989. Later speelde hij onder meer voor het National Theatre of the Deaf. Sinds 1994 werkte hij met het Deaf West Theatre in Los Angeles. In december 2019 werd aangekondigd dat hij zou verschijnen in de vijfde aflevering van de televisieserie The Mandalorian, het universum van de Star Wars-saga, als een Tusken die Amerikaanse Gebarentaal beoefent. In 2021 speelde hij in de film CODA van regisseur Siân Heder met de rol van de vader van de hoofdpersoon, gespeeld door Emilia Jones.
Kotsur is in 2001 getrouwd met de dove actrice Deanne Bray, met wie hij in 2005 een dochter kreeg.

## Theater
| Jaar | Titel                   | Rol                          | Opmerkingen                                                           |
| ---- | ----------------------- | ---------------------------- | --------------------------------------------------------------------- |
| 2003 | Big River               | Pap Finn, The Duke, Ensemble | American Airlines Theatre, New York                                   |
| 2007 | Sleeping Beauty Wakes   | Prince                       | Kirk Douglas Theatre, Culver City                                     |
| 2009 | Pippin                  | Charles, Player              | Mark Taper Forum, Los Angeles                                         |
| 2010 | My Sister in this House |                              | Deaf West Theatre, North Hollywood                                    |
| 2012 | Cyrano                  | Cyrano de Bergerac           | The Fountain Theatre, Los Angeles                                     |
| 2014 | Spring Awakening        | Adult Men                    | Inner-City Arts Rosenthal Theater, Los Angeles                        |
| 2015 | American Buffalo        | Teach                        | The State Playhouse at California State University, Los Angeles       |
| 2017 | At Home at the Zoo      | Peter                        | Lovelace Studio Theater at the Wallis Annenberg Center, Beverly Hills |
| 2017 | Our Town                | Stage Manager, Simon Stimson | Pasadena Playhouse, Pasadena                                          |
| 2018 | Arrival and Departure   | Sam                          | The Fountain Theatre, Los Angeles                                     |